# Tanácsrendszer (Magyarország)
A tanácsrendszer Magyarországon a szovjet mintára kialakított, 1950 és 1990 között működött helyi államhatalmi és államigazgatási illetve közigazgatási szervek rendszere volt. A Magyar Népköztársaság  alkotmányának  (1949: XX. tv.) hatályba lépésekor (1949. augusztus 20.) a tanácsok csak papíron léteztek. Ténylegesen csak a tanácstörvény (1950: I. tv.)  hatályba lépése után alakultak meg.
Az 1950 elején megalakult tanácsok tagjai ugyan még kinevezéssel kerültek hivatalukba, majd 1950. október 22-én tartották meg az első tanácsválasztást. A tanácsok tagjainak számát a tanácstörvény szabta meg, a tanács élén az elnök állt. 
A tanácstörvény szerint a tanácsok hierarchiájának élén a fővárosi, megyei és megyei jogú városi tanácsok álltak. A hierarchia következő szintjén a járási és a járási jogú városi tanácsok álltak, a legalsóbb fokú tanácsok pedig a községi, városi és a fővárosi kerületi tanácsok álltak.
A tanács ülései között a jóval kisebb létszámú (5–19 fős) végrehajtó bizottság (VB) gyakorolta a tanács irányító–ellenőrző jogait, a VB és a hivatal működését a VB-titkár irányította.
Az 1990. évi helyi önkormányzati választásokat követően a tanácsrendszer feladatait a helyi önkormányzatok vették át.